# 스펙트럼

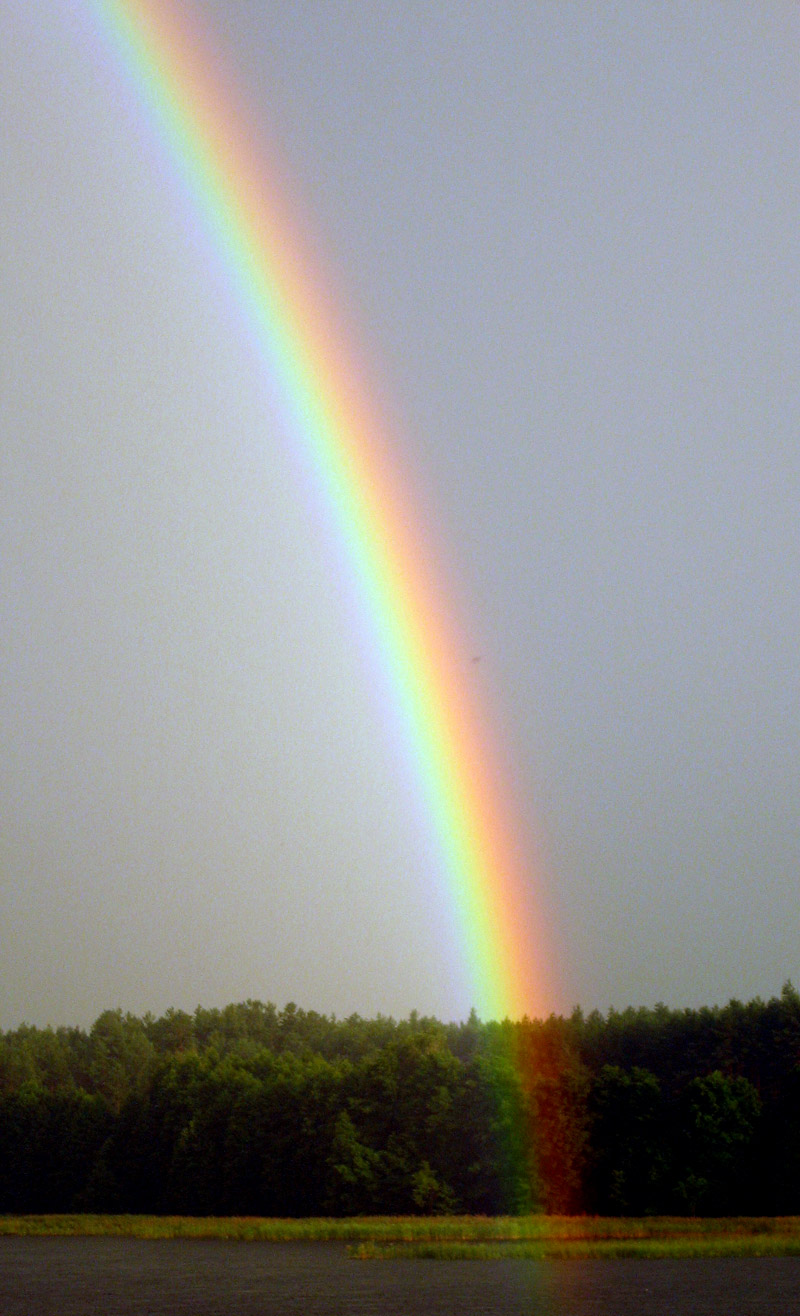
무지개에서 발생하는 스펙트럼 현상.

스펙트럼(spectrum)은 흔히 빛을 프리즘 등의 도구로 색깔에 따라 분해해서 살펴보는 것을 일컫는다. 넓은 의미로, 어떤 복합적인 신호를 가진 것을 1~2가지 신호에 따라 분해해서 표시하는 기술을 일컫는다.
아이작 뉴턴은 빛의 성질을 밝히기 위해 다양한 스펙트럼 실험을 했으며, 그 뒤 어떤 물질의 성질을 알아내기 위해 그 물질을 태울 때 나오는 빛의 스펙트럼을 살펴보면서 과학 연구의 한 방법으로 자리 잡기에 이르렀다.
스펙트럼에 대한 연구를 분광학이라고 하며, 현대 천문학의 방법론에서 매우 중요한 위치를 차지하고 있다.
파장에 따라 전자기파를 순서대로 늘어놓은 띠이며, 빛을 다른 파장의 광선으로 분리하는 삼각 프리즘, 혹은 다른 기구를 빛이 통과할 때 얻어지는 색깔띠의 연속이다.

## 스펙트럼의 종류

### 연속 스펙트럼
태양 광선이나 백열 전구의 빛을 분광기에 통과시키면 연속된 스펙트럼을 얻을 수 있다. 이 연속 스펙트럼에 열전쌍과 같은 검지기를 사용해서 측정하면 그 에너지 분포를 알 수가 있다. 실제로 조사해 보면 그 에너지 분포는 적외선 쪽에도 있다는 것을 알 수 있다. 전열기에 전류를 통하면 처음에는 검붉은 빛, 그 뒤에는 빨강, 밝은 빨강으로 변하고 온도가 올라감에 따라서 가시 부분이 강해진다. 이와 같은 것으로 연속 스펙트럼은 고온 물체에서 나온다는 것을 알 수 있다.

### 선 스펙트럼
기체가 채워진 방전관에 높은 전압을 걸어 주면 기체의 종류에 따라 고유한 색깔의 빛을 낸다. 이 빛을 분광기로 관찰하면 특정한 파장의 빛만 밝은 선으로 띄엄띄엄 나타난다, 이러한 스펙트럼을 선 스펙트럼이라고 한다.

### 방출 스펙트럼
기체를 유리관에 넣어 마개를 막고 압력을 내린 전관의 극에 고전압을 걸어서 방전하면, 네온 사인의 빨강이나 수은의 파랑 같은 기체 특유의 색으로 빛난다. 이 빛을 분광기를 사용하여 스펙트럼으로 나누면 많은 휘선이 나타난다. 또, 철이나 구리의 극 사이의 빛은 똑같이 많은 휘선이 나타나는 스펙트럼이 된다. 이것을 방출 스펙트럼 또는 선 스펙트럼이라고 한다. 방출 스펙트럼은 원자로부터 나오는 빛으로 원자가 고유의 스펙트럼을 가지고 있는 것에서 비롯된다. 이 원자로부터의 스펙트럼은 원자의 기체 또는 증기가 전자와 충돌해서 들뜨고, 빛을 내놓은 것으로 들뜨는 조건에 따라서 방출 스펙트럼의 강도에도 변화가 있다. 그러나 원자가 자계나 전계 등 외부로부터의 영향이 없는 자연 상태로 빛을 발할 때에 그 파장은 매우 안정해서 일정한 값이 된다. 원소로부터 나오는 이와 같은 많은 방출 스펙트럼을 해석하면 원소의 여러 가지 상태를 알 수가 있다. 이것은 원자 물리, 더 나아가서는 양자론의 기초가 된 중요한 실마리의 하나이다.

### 흡수 스펙트럼
연속 스펙트럼을 갖는 빛을 어떤 물체에 통하면 통과한 빛의 스펙트럼은 연속 스펙트럼의 일부가 흡수된 것이 된다. 이것을 흡수 스펙트럼이라 하는데 흡수되는 빛의 파장은 물질 고유의 것이다. 결정체에 빛을 통과시켰을 때와 같은 경우에는 파장이 넓은 영역에 걸치는 흡수 밴드가 나타난다.

## 같이 보기
- 전자기 스펙트럼
  - 가시광선
  - 방출 스펙트럼
  - 흡수 스펙트럼
- 감마선 분광법

## 참고 자료
- 이 문서에는 다음커뮤니케이션(현 카카오)에서 GFDL 또는 CC-SA 라이선스로 배포한 글로벌 세계대백과사전의 내용을 기초로 작성된 글이 포함되어 있습니다.